# Organización territorial de Filipinas
El territorio de Filipinas está subdividido en 79 provincias, compuestas de ciudades (117) y municipios (1500) que se denominan unidades de gobierno local (inglés: local government units) o UGLs. Estas dos últimas se componen, a su vez, de barangayes, la menor unidad subdivisional del país. Adicionalmente, las provincias son reunidas en regiones (18).
| Del grupo de Luzón | Del grupo de las Bisayas                                                                         | Del grupo de Mindanao |
| --- | ------------------------------------------------------------------------------------------------ | --- |
| - Ilocos (I) - Valle del Cagayán (II) - Luzón Central (III) - Tierra Firme Tagala Meridional (IV-A) - Región Tagala Sudoccidental (IV-B) - Bícol (V) - La Cordillera (CAR) - Región de la Capital Nacional | - Bisayas Occidentales (VI) - Bisayas Centrales (VII) - Bisayas Orientales (VIII) - Negros (NIR) | - Península de Zamboanga (IX) - Mindanao del Norte (X) - Dávao (XI) - Mindanao Central (XII) - Caraga (XIII) - Región Autónoma de la Nación Mora en el Mindanao Musulmán (BARMM) |